# Antonín Novák (houslista)
Antonín Novák (21. dubna 1936 Stehelčeves – 10. prosince 2008) byl český houslista.

## Život
Antonín Novák se narodil 21. dubna 1936 ve Stehelčevsi, kde navštěvoval i základní školu, měšťanskou pak v Buštěhradě. V letech 1951-56 studoval na konzervatoři u profesora Bedřicha Voldana. Sibeliovým koncertem absolvoval již jako velmi výrazný typ, který po návratu z vojenské služby nastoupil rovnou do vyšších pater koncertní činnosti a zůstal tam až do penze. Všechny funkce, které zastával, ovlivnily historii české hudby. V letech 1959-82 byl členem orchestru Smetanova divadla, od roku 1965 byl jeho koncertním mistrem. Od roku 1982 byl koncertním mistrem Symfonického orchestru Československého rozhlasu v Praze.
Intenzivně se také věnoval komorní hře. V letech 1962–1967 byl primáriem Novákova kvarteta, 1969–1979 Sukova kvarteta, od roku 1979 Klavírního kvarteta Bohuslava Martinů. Nejdéle působil v komorním souboru Ars rediviva (od roku 1969 do počátku 90. let), s nímž uskutečnil několik desítek nahrávek předklasické hudby pro Supraphon, Nippon, CBS, Sony a další labely stejně jako pro rozhlasové a televizní stanice v Československu a zahraničí.
V roce 1984 mu byl za nastudování čtvrttónových skladeb Aloise Háby udělen titul zasloužilý umělec.
U příležitosti 100.výročí otevření nové školy ve Stehelčevsi dne 15.června 1996 byl jmenován Čestným občanem obce  Stehelčeves.